# Jessica Glatte
Jessica Glatte (* 3. Dezember 1973 in Dresden) ist eine deutsche Sängerin (Sopran). 

## Leben
Jessica Glatte ist die Tochter der deutschen Schauspielerin Marita Böhme und des Konzertmeisters der Semperoper Dresden Peter Glatte (1936–2008). Von 1992 bis 1999 studierte sie Gesang und Klavier an der Hochschule für Musik und Theater „Felix Mendelssohn Bartholdy“ Leipzig. 
Von 1999 bis 2015 war sie Solistin an der Staatsoperette Dresden. Erfolge feierte sie unter anderem als Eliza Doolittle in My Fair Lady und Annina in Eine Nacht in Venedig.
Jessica Glatte ist verheiratet und hat zwei Kinder.